# El Menia
El Menia es un municipio (baladiyah) de la provincia o valiato de El Menia en Argelia. En abril de 2008 tenía una población censada de 40 195 habitantes.
Se encuentra ubicado en el centro del país, entre la cordillera del Atlas y el desierto del Sahara.